# Herminia robiginosa
Herminia robiginosa là một loài bướm đêm trong họ Noctuidae.